# Priscila Assum
Priscila Assum (Rio de Janeiro, 27 de novembro de 1982) é atriz brasileira.

## Biografia
A atriz carioca nasceu em 27 de novembro de 1982. Teve reconhecimento, como atriz, pela crítica especializada ao receber o prêmio especial do júri do Festival de Gramado com apenas 13 anos ao protagonizar o filme Como Nascem os Anjos.
Estreou na televisão apenas em 2007 com uma pequena participação no seriado Os Amadores, como uma dona de lanchonete na Rede Globo. Teve um pouco mais de destaque interpretando a garçonete Ednea em Passione, que foi ganhando espaço na trama, em que contracenou com Mariana Ximenes.
Em 2016 protagoniza o espetáculo Filhote de Cruz-Credo, baseada na obra homônima de Fabrício Carpinejar a peça trata do bullying entre as crianças de forma delicada.

## Filmografia

### Televisão
| Ano  | Título                                          | Personagem                          | Notas                                                      |
| ---- | ----------------------------------------------- | ----------------------------------- | ---------------------------------------------------------- |
| 1997 | Caça Talentos                                   | Eugênia (Gênia)                     |                                                            |
| 1998 | Mulher                                          | Glorinha                            | Episódio: "Olhos Maternos"                                 |
| 2007 | Os Amadores                                     | Sarita (dona da lanchonete)         | Episódio: "21 de dezembro"                                 |
| 2008 | Casos e Acasos                                  | Margô                               | Episódio: "O Ultimato, o Vândalo e a Pensão"               |
| 2010 | A Grande Família                                | Carol                               | Episódio: "Será Que Ele Era?"                              |
| 2010 | Amorais                                         | Melissa                             |                                                            |
| 2010 | Passione                                        | Edneia da Silva                     |                                                            |
| 2011 | Tapas & Beijos                                  | —                                   | Episódio: "Presas"                                         |
| 2012 | Tapas & Beijos                                  | Margarete                           | Episódio: "Eu Desconfio de Você"                           |
| 2013 | As Canalhas                                     | Ingrid Reis                         | Episódio: "Ingrid"                                         |
| 2013 | Detetives do Prédio Azul                        | Isabel Paz (Bel)                    |                                                            |
| 2013 | Meu Passado Me Condena                          | Mulher de Bruno no Ritual           |                                                            |
| 2013 | Copa Hotel                                      | Rochelle                            | Episódio: "Estrela e Conchinha"                            |
| 2014 | Questão de Família                              | Vivian                              |                                                            |
| 2014 | Vitória                                         | Camila                              |                                                            |
| 2015 | Acredita na Peruca                              | Larissa Nogueira Batista da Fonseca | Episódio: "Macho Macho Man"                                |
| 2015 | Trair e Coçar É Só Começar                      | Louise                              | Episódio: "Cacau de Olímpia"                               |
| 2016 | E Aí... Comeu?                                  | Samantha                            | Episódio: "29 de agosto"                                   |
| 2017 | Prata da Casa                                   | Lúcia                               | Episódio: "O Amor É Um Paraíso Fiscal"                     |
| 2017 | Sem Volta                                       | Lucilene Reis                       |                                                            |
| 2017 | O Outro Lado do Paraíso                         | Cândida (Desirée)                   |                                                            |
| 2018 | Os Homens São de Marte... e É Pra Lá Que Eu Vou | Luciene                             | Episódio: "A Vida É Feita de Escolhas"                     |
| 2018 | O Mecanismo                                     | Shayenne Rangel                     |                                                            |
| 2020 | Reality Z                                       | Bárbara                             | Participação especial                                      |
| 2024 | Cilada                                          | Jussara                             | Episódios: "10 Anos Depois" "Obra em Casa" "Redes Sociais" |

### Cinema
| Ano  | Título                                          | Papel                              |
| ---- | ----------------------------------------------- | ---------------------------------- |
| 1996 | Como Nascem os Anjos                            | Branquinha                         |
| 2005 | Cafuné                                          | Débora                             |
| 2005 | Preto no Branco                                 | Hilda                              |
| 2007 | Castelar e Nelson Dantas no Pais dos Generais   | Noeme                              |
| 2008 | Domingo de Páscoa                               | Prostituta da Rua (Curta-metragem) |
| 2011 | Heleno                                          | Edith                              |
| 2013 | Mato sem Cachorro                               | Suzinete                           |
| 2014 | Rio, Eu Te Amo                                  | Corretora de Imóveis               |
| 2014 | Os Homens São de Marte... E É Pra Lá que Eu Vou | Luciene                            |
| 2016 | A Menina Índigo                                 | Vanessa                            |

## Teatro
- Cara a Tapa
- Nora
- Sonhos de um Sedutor
- Filhote de Cruz-Credo
- Nenê Bonet
- A Frente Fria que a Chuva Traz
- Diário das Crianças do Velho Quarteirão
- Capitães da Areia
- Clube da Cena

## Prêmios e Indicações
Festival de Gramado
| Ano  | Categoria               | Trabalho              | Nota   |
| ---- | ----------------------- | --------------------- | ------ |
| 1996 | Prêmio especial do júri | Como Nascem os Anjos. | Venceu |